# Les Hou-Lops
 (décembre 2021).
La mise en forme du texte ne suit pas les recommandations de Wikipédia : il faut le « wikifier ».
Les points d'amélioration suivants sont les cas les plus fréquents. Le détail des points à revoir est peut-être précisé sur la page de discussion.
- Les titres sont pré-formatés par le logiciel. Ils ne sont ni en capitales, ni en gras.
- Le texte ne doit pas être écrit en capitales (les noms de famille non plus), ni en gras, ni en italique, ni en « petit »…
- Le gras n'est utilisé que pour surligner le titre de l'article dans l'introduction, une seule fois.
- L'italique est rarement utilisé : mots en langue étrangère, titres d'œuvres, noms de bateaux, etc.
- Les citations ne sont pas en italique mais en corps de texte normal. Elles sont entourées par des guillemets français : « et ».
- Les listes à puces sont à éviter, des paragraphes rédigés étant largement préférés. Les tableaux sont à réserver à la présentation de données structurées (résultats, etc.).
- Les appels de note de bas de page (petits chiffres en exposant, introduits par l'outil «  Source ») sont à placer entre la fin de phrase et le point final[comme ça].
- Les liens internes (vers d'autres articles de Wikipédia) sont à choisir avec parcimonie. Créez des liens vers des articles approfondissant le sujet. Les termes génériques sans rapport avec le sujet sont à éviter, ainsi que les répétitions de liens vers un même terme.
- Les liens externes sont à placer uniquement dans une section « Liens externes », à la fin de l'article. Ces liens sont à choisir avec parcimonie suivant les règles définies. Si un lien sert de source à l'article, son insertion dans le texte est à faire par les notes de bas de page.
- La présentation des références doit suivre les conventions bibliographiques. Il est recommandé d'utiliser les modèles {{Ouvrage}}, {{Chapitre}}, {{Article}}, {{Lien web}} et/ou {{Bibliographie}}. Le mode d'édition visuel peut mettre en forme automatiquement les références.
- Insérer une infobox (cadre d'informations à droite) n'est pas obligatoire pour parachever la mise en page.

Pour une aide détaillée, merci de consulter Aide:Wikification.
Si vous pensez que ces points ont été résolus, vous pouvez retirer ce bandeau et améliorer la mise en forme d'un autre article.

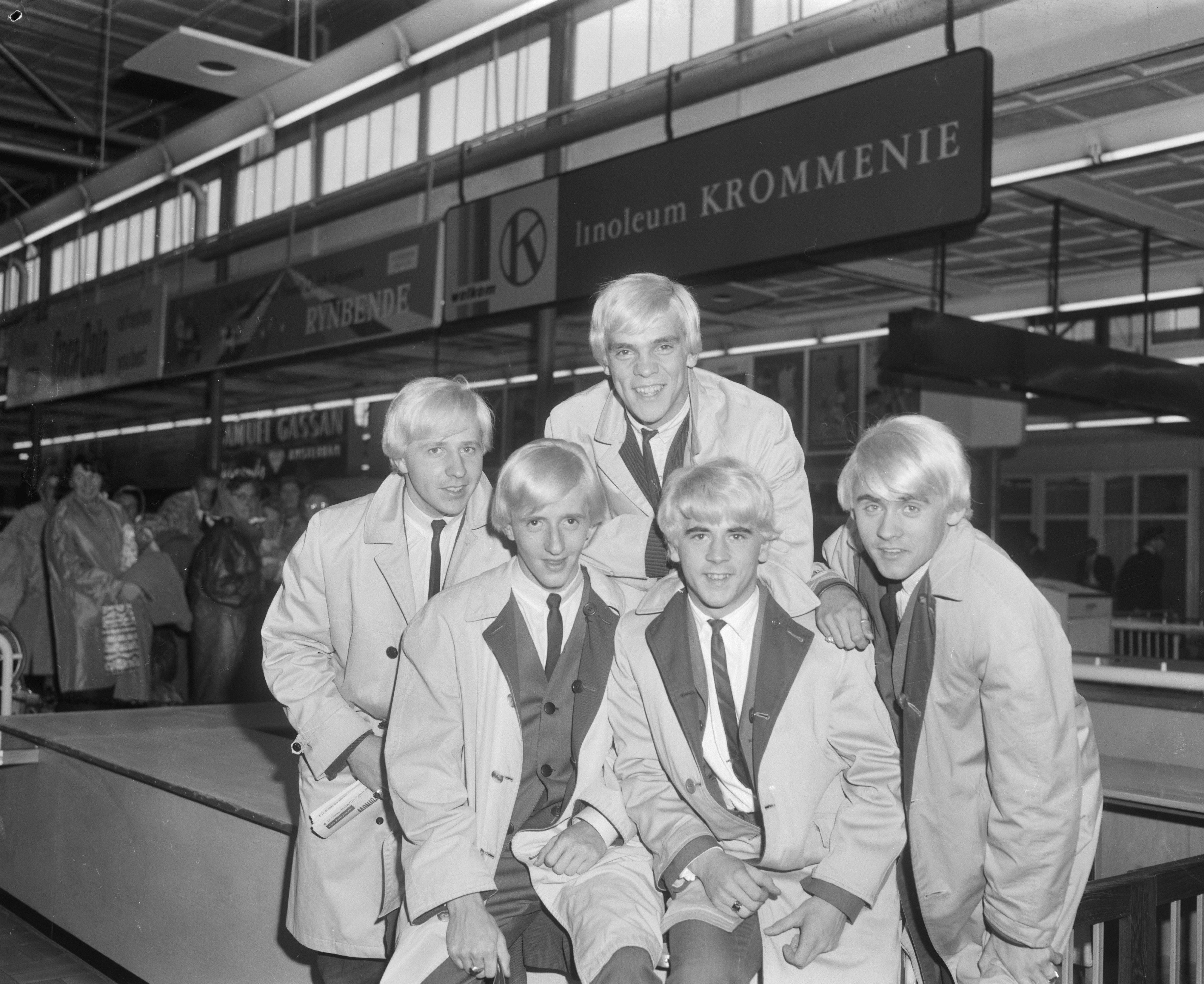
Les Têtes Blanches (les Hou-Lops) en 1964 à Amsterdam

Les Hou-Lops sont un groupe de rock 'n' roll originaire de Saint-Hyacinthe (Québec), actif de 1962 à 1969. Le groupe s'est reformé dans les années 1990.

## Formation
- René Larose (guitare, chant)  (formation originale)
- Gilles Rousseau (chant)
- Yvan Côté (guitare solo)
- Jean-Claude Domingue (guitare), remplacé par René Hamelin en 1968
- Jean-Claude Bernard (basse)
- Claude Laviolette (batterie)

## Carrière

### Les Hou-Lops (1962 - 1969)

#### Les débuts (1962 - 1965)
Les Hou-Lops sont formés en 1962. Rapidement, le groupe se produit dans les salles de danse. En 1963, les Hou-Lops s'occupent à présent de l'animation musicale de l'émission Bonsoir copains de (CHLT) Télé 7 (télévion Sherbrookoise). Plus tard dans leur carrière, ils décident de changer d'identité visuelle, en adoptant des cheuveux clairs. Ainsi, en 1964, ils se font décolorer les cheveux et changent leur nom pour les Têtes Blanches. Ce nom restera provisoire car consécutif à un problème judiciaire avec les Classels. Les Têtes-Blanches redeviennent donc les Hou-Lops, à la fin de l'année 1965. 

#### Reconnaissance en France (1965 - 1968)
En 1965, le groupe remporte le trophée du groupe yé-yé au Festival du disque de 1965 avec l'album " C'est chip ", album sorti en 1965 sous le label "APEX". 
Ils arrivent en France, où ils assurent, en 1966, la première partie des Rolling Stones à l'Olympia de Paris.

#### Déclin et fin du groupe (1968 - 1969)
En 1968 Jean-Claude Domingue est remplacé par René Hamelin, un an plus tard, en 1969, le groupe est dissout
En 1972, Gilles Rousseau, chanteur du groupe, meurt à l'âge de 27 ans. Claude Laviolette meurt à son tour, en 1981. 

### Renaissance du groupe (1994 - aujourd'hui)
En 1994, après plus de 25 ans de silence, les trois musiciens survivants décident de reformer le groupe avec de nouveaux musiciens, ainsi, 25 ans après leur dissolution, les Hou-Lops ressuscitent. La formation se stabilise en 1996 et se produit fréquemment.

## Discographie

### 45 tours
- Pachilla / Tjoelala (1963)
- RPM 6000 / À la planche (1964)
- À quoi bon / J'suis en amour (1964)
- Mother-In-Law / She's The One (1965)
- Pour toute la vie / Demande-moi pardon (1965)
- I Know / Lonely Riverman (1965)
- Your Love Was Mine / It's So right (1965)
- Blue jeans sur la plage / Quand on est amoureux (1965)
- Tout ira très bien / Quand les roses (1965)
- Batman / Everything's Allright (1966)
- Oh non / Elle a changé de décor (1966)
- Parents de la terre / Je te laisse tomber (1966)
- Vendredi m'obsède / T'ennuies-tu seule sans moi (1967)
- Je devine la vérité / Oui j'ai compris (1967)
- Pas besoin d'un docteur / Je vous salue Marie (1967)
- Fais-moi signe / J'étudie mon grec (1967)
- À quoi bon / C'est elle qui m'a compris (1968)
- Je suis heureux / Il a suffi d'un jour (1968)
- Je pleure comme un enfant / Tu aimes (1968)
- Bo Bo The Cat / U.S President (1968)

### 33 tours
- Voici les Têtes Blanches (1964 - Météor) :

Caravan - Ebb tide - T'as 16 ans demain - Siboney - Wabash Blues - Jeux de danses - Le soleil dans les yeux - Reviens vite mon amour - Ramrod - Escapade.
- C'est chips (1965 - Apex) :

Tout ira très bien - Ces mots qu'on oublie un jour - Mais oui, baby - Pachilla - Fauché - Quand on est amoureux - Pour toute la vie - Quand les roses - RPM 6000 - Mais pourquoi - Blue jeans sur la plage - Quand ce jour viendra.
- Off (1967 - Apex) :

Ho no - Bony Moronie - Good good lovin' - Rip it up - Doin' the jerk - How could she do that to me - Mother in law - Nadine - Lonely riverman - Blue blue feeling - Summer in the city - Big black jacket.
- Les Hou-Lops (1968 - Apex) :

Vendredi m'obsède - Un jour - C'est pour vous que je chante - Hold me - Oui j'ai compris - Pas besoin d'un docteur - Je devine la vérité - Qui l'a rendu fou - Oh non - Mercy, mercy, mercy - 98 % ou 2 % - Je vous salue Marie.
- Les Hou-Lops 69 (1969 - Canusa) :

Bourée de Bach - Demain - L'amitié - Mal - Tu me gardes en suspens - J'espère qu'il n'est pas trop tard - Love - U.S. président - Lilly Marlyn - Boo Boo the cat - Je pleure comme un enfant - Tu aimes.